# Е4А
Е4А — колишній розвідувальний підрозділ, який належав до внутрішнього департаменту Королівських констеблів Ольстера, який був утворений приблизно у 1978 році. В основному підрозділ складався з поліцейських офіцерів, як проводили спостереження.